# Final de la Liga de Campeones de la UEFA 2025-26
La Fina de la Liga de Campeones de la UEFA 2025-26 será la 71.ª final del principal torneo europeo de clubes de fútbol organizado por la UEFA, y la 34ª desde que se cambió el nombre de Copa de Europa a Campeonato de Europa. Se jugará en el Puskás Aréna de Budapest, Hungría, el 30 de mayo de 2026. Esta será la segunda final de la UEFA Champions League jugada bajo el nuevo formato del sistema suizo.
Los ganadores obtendrán el derecho a jugar contra los ganadores de la Liga Europa de la UEFA 2025-26 en la Supercopa de la UEFA de 2026.

## Sede de la final
Esta será la primera final de la UEFA Champions League organizada en el Puskás Aréna;  En general, será la primera final de la Copa de Europa que se celebre en Budapest, La final será la tercera final europea que se celebre en Hungría después de la Supercopa de la UEFA 2020 y la Liga Europa de la UEFA 2022-23, antes había sido elegido como sede de la Eurocopa 2020.
El partido se jugará en el Puskás Aréna, de Budapest, Hungría.
| Hungría                      |              |              |              |
| Ciudad                       | Estadio      |              |              |
| Budapest                     | Puskás Aréna | Puskás Aréna | Puskás Aréna |
|                              |              |              |              |
| 67 215 espectadores          |              |              |              |
| Final Liga de Campeones 2026 |              |              |              |

### Selección de anfitrión
El 17 de mayo de 2023, El Comité Ejecutivo de la UEFA abrió el proceso de elección para la final, que supuestamente iba a ser llevada a cabo en paralelo con la elección de la final de 2027. Las asociaciones tenían hasta el 17 de julio de 2023 para expresar su interés y los expedientes de licitación debian presentarse antes del 21 de febrero de 2024.
Se informó que la Federación Húngara de Fútbol hizo una oferta con el Puskás Aréna en Budapest para albergar la final de 2026. El Puskás Aréna finalmente el Comité Ejecutivo de la UEFA eligió el Puskás Aréna como sede durante su reunión en Dublín, Irlanda, el 22 de mayo de 2024. 